# Miroslav Naïdenov
Miroslav Hristoforov Naïdenov (Мирослав Христофоров Найденов, en bulgare), né le 14 décembre 1968 à Vratsa, est un homme politique bulgare, membre des Citoyens pour le développement européen de la Bulgarie (GERB). Il est ministre de l'Agriculture de la Bulgarie entre le 27 juillet 2009 et le 12 mars 2013.

## Biographie
Vétérinaire de profession, il a été directeur du service régional de médecine vétérinaire de Vratsa entre 2002 et 2004, puis secrétaire général du service national médical vétérinaire, de 2005 à 2006. Il intègre ensuite le parti des Citoyens pour le développement européen de la Bulgarie, dont il devient président de la commission des experts sur l'agriculture.
En 2009, il est élu député à l'Assemblée nationale, puis nommé, le 27 juillet, ministre de l'Agriculture et de l'Alimentation.
Il est remplacé, le 12 mars 2013, par Ivan Stankov.